# Косевица
Косевица (мкд. Косевица) је насеље у Северној Македонији, у источном делу државе. Косевица је у саставу општине Македонска Каменица.

## Географија
Косевица је смештена у источном делу Северне Македоније. Од најближег града, Делчева, насеље је удаљено 25 km западно.
Насеље Косевица се налази у историјској области Пијанец. Насеље се развило високо, на јужним падинама Осоговских планина. Надморска висина насеља је приближно 780 метара. 
Месна клима је планинска због знатне надморске висине.

## Становништво
Косевица је према последњем попису из 2002. године имала 240 становника.
Претежно становништво у насељу су етнички Македонци (199%), а остало су Срби.
Већинска вероисповест месног становништва је православље.